# Ісакіо Кальєха
Ісакіо Кальєха (ісп. Isacio Calleja, 6 грудня 1936, Вальє-де-Серрато — 4 лютого 2019, Мадрид) — іспанський футболіст, що грав на позиції захисника.
Майже усю кар'єру провів у столичному «Атлетіко», з якою став дворазовим чемпіоном Іспанії, чотириразовим володарем Кубка Іспанії та переможцем Кубка володарем кубків УЄФА. Також грав за національну збірну Іспанії, з якою став чемпіоном Європи.

## Клубна кар'єра
Народився 6 грудня 1936 року в місті Вальє-де-Серрато. Вихованець мадридської юнацької команди «Фемса», з якої потрапив до «Атлетіко». Матрацники відразу ввідали молодого гравця у клуб «Гвадалахара», що тоді грав у Терсері.
Повернувшись в «Атлетіко», він дебютував у Ла Лізі 4 січня 1959 року в матчі проти «Реала Ов'єдо» . У свій перший сезон зіграв всього 9 ігор, але поступово став основним гравцем команди і допоміг їй вигравати національний кубок двічі поспіль у 1960 та 1961 роках. У сезоні 1961/62 «Атлетіко» виграв Кубок володарів кубків, а Кальєха взяв участь у 9 матчах.
В подальшому Ісакіо виграв з командою ще два кубки Іспанії (1965 і 1972), а також два титули чемпіона країни (1965/66 і 1969/70). При цьому 19 квітня 1970 року Кальєха забив єдиний гол у сезоні у грі проти «Сабаделя», який і приніс другий титул. Пішов з футболу в липні 1972 року, вигравши свій четвертий Кубок Іспанії у віці 35 років. Загалом він провів за клуб 424 офіційних матчі, зігравши в семи різних змаганнях (Кубок європейських чемпіонів, Кубок володарів кубків, Кубок УЄФА, Кубок ярмарків, Кубок Інтертото, Ла Ліга і Кубок Іспанії).
У зв'язку із завершенням кар'єри «Атлетіко» організував гравцю прощальний матч, в якому 15 жовтня в 1972 році «матрасники» зіграли з аргентинським «Індепендьєнте» (2:1). Того ж дня він отримав Срібну медаль Королівського ордена Спортивних заслуг Іспанії.

## Виступи за збірну
19 квітня 1961 року дебютував в офіційних матчах у складі національної збірної Іспанії в грі проти Уельсу в рамках відбору на чемпіонат світу 1962 року. 
У складі збірної був учасником домашнього чемпіонату Європи 1964 року, зігравши у обох матчах на турнірі, в тому числі і у виграному фіналі, здобувши титул континентального чемпіона .
Після тріумфального фіналу тривалий час не грав за збірну і лише через вісім років, 23 травня 1972 року проти Уругваю (2:0) зіграв свою наступну тринадцяту гру у збірній, яка і виявилась останньою, вивівши команду у статусі капітана.
Він поєднав свою спортивну кар'єру з навчанням, отримавши диплом з права. Після завершення ігрової кар'єри покинув футбол і працював в Мадриді на посаді прокурора судів. Помер 4 лютого 2019 року на 83-му році життя у місті Мадрид.

## Титули і досягнення
- Чемпіон Іспанії (2):

«Атлетіко»: 1965–1966, 1969–1970
- Володар Кубка Іспанії (4):

«Атлетіко»: 1959–60, 1960–61, 1964–65, 1971–72
- Володар Кубка Кубків УЄФА (1):

«Атлетіко»: 1961–1962
- Чемпіон Європи (1):

1964